# 南森·迪爾
南森·迪爾（英語：Nathan Deal；1942年8月25日—）是美国的一位政治人物。南森·迪爾自2011年開始擔任第82任喬治亞州州長。南森·迪爾在1992年以民主黨員的身份當選聯邦眾議員，但在1995年轉入共和黨。2010年，迪爾首次當選喬治亞州長。

## 荣誉
- 旭日重光章（日本，2023年11月3日公布[2]）